# Keith Olsen
Pour les articles homonymes, voir Olsen.
Keith Alan Olsen est un producteur américain de musique né le 12 mai 1945 à Sioux Falls (Dakota du Sud) et mort le 9 mars 2020 à Genoa (Nevada). 

## Biographie
À l'âge de 12 ans, Keith Olsen est parti s'installer à Minneapolis dans le Minnesota. 

### Carrière
Keith Olsen a été le bassiste du groupe The Music Machine, puis devint producteur de Fleetwood Mac en 1975. 
Il produit des disques pour Pat Benatar, et en 1981 un album Little Darlin' pour la chanteuse française Sheila.
Il produit Slip of the Tongue en 1989 pour Whitesnake avec Mike Clink. Il produit également l'album Crazy World pour le groupe Scorpions. Ce disque contient de nombreux tubes, comme Wind of Change, ou Send Me an Angel, ou encore Hit Between the Eyes. 
Keith Olsen est aussi le coproducteur du titre No Rest for the Wicked d'Ozzy Osbourne. 
En juin 2017 avec Sheila, soit 36 ans après leur premier album en commun, il réalise plusieurs chansons pour le nouvel album de Sheila.
Deux de ses titres sortiront sur cet album de Sheila (Venue d'ailleurs) en avril 2021.